# Route nationale 344
Pour les articles homonymes, voir Route 344.
La RN 344 est une route nationale française contournant l'agglomération rémoise par le nord. Elle relie la RN 51 à l'A 26. Elle tient son nom de la proximité avec la RN 44 qu'elle croise ; le numéro 244 ayant été attribué pendant quelques années au tronçon reliant la RN 44 à l'A 4 à l'est de la ville, aujourd'hui A 34.
Elle est sur la moitié de son parcours à 2×2 voies, sur l'autre à 2×1 voie avec ou sans séparateur central, et la vitesse y est limitée sur tout son parcours à 90 km/h, à l'exception d'un double virage où la vitesse y est limitée à 70 km/h.
Auparavant, la RN 344, était une route nationale reliant Bailleul à Arques, près de Saint-Omer. À la suite de la réforme de 1972, la RN 344 a été renumérotée RN 42 à l'exception de la section entre Bailleul et l'échangeur no 11 de l'A 25 qui a été déclassée en RD 944.

## Parcours actuel
- (En projet)  Échangeur entre A 34 entre Charleville-Mézières et A 4 et RN 344
- (En projet)  Reims Centre, Le Linguet, Les Épinettes
- Reims Z.I. Nord-Est
- Bétheny Centre et Z.I.
- Bétheny Les Équiernolles, Reims La Husselle
- Échangeur entre D 966 entre Reims et Maubeuge et RN 344, lieux desservies : Reims Cité du Dépôt, Base aérienne 112, Neufchâtel-sur-Aisne, Vervins
- Reims Orgeval, Actipôle Neuvilette
- Échangeur entre RN 44 et RN 344, lieux desservis : Reims Faubourg de Laon, La Neuvillette, Laon par RN

Il faut ensuite rajouter les sorties suivantes qui ont subi les déclassements de 2006 (ce tronçon étant devenu D 944) :
- Saint-Brice-Courcelles
- Échangeur entre A 26 entre Reims et Calais et RN 344

## Ancien tracé de Bailleul à Arques (D 944 & N 42)
- Bailleul D 944 (km 0)
- Méteren (échangeur no 11 de l'A 25) N 42 (km 3)
- Strazeele (km 7)
- Pradelles (km 9)
- Borre (km 10)
- Hazebrouck (km 15)
- Wallon-Cappel (km 19)
- Ebblinghem (km 24)
- Renescure (km 27)
- Arques N 42 (km 32)